# Убиньсу
Убиньсу — вершина в составе хребта Дерби (отрезок Скалистого хребта) на северном склоне системы Большого Кавказа (горная страна Кавказские горы, регион Северный Кавказ). Расположена в Северском районе Краснодарского края к ЮЗ от станиц Дербентская и Убинская. Высота над уровнем моря — 875,1 м, является высшей точкой Скалистого хребта в бассейнах рек Хабль и Убинка.

## Название
Своё название получила скорее всего от реки Убин (адыг. Убын, «плохо отзываться о ком-либо, ругать»). Частица «-су» тюркского происхождения, означает вода, ручей, речка. По другой гипотезе название имеет отношение к древнему эпосу

## Общие сведения
В междуречье рек Иль и Убин на хребте Дерби. 